# 運動和生態左翼聯盟
运动和生态左翼联盟（羅馬化：Synaspismós tīs Aristerás tōn Kinīmátōn kai tīs Oikologías），簡稱聯盟（Συνασπισμός, Synaspismós，縮寫为)，2004年以前稱為左翼和進步聯盟 （Συνασπισμός της Αριστεράς και της Προόδου），是希臘的一個已不存在的政黨。
1989年，左翼和进步联盟成立，由希臘共產黨、希腊左翼、统一民主左翼、民主社会主义党等左翼和中左翼政党组成。1991年6月，希腊共产党退出左翼和进步联盟，左翼和进步联盟改組成单一政黨。2004年，以该党为首的政党联盟激进左翼聯盟成立。2012年5月22日，激进左翼联盟改组为政党。2013年7月10日，该党解散，其组织彻底融入激进左翼联盟。